# 可辨識受害者效應
可辨識受害者效應是指當人們看到某個具體的人处于困境与看到處於困境的群体時，人們倾向于帮助某個具體的人。当人們試圖懲罰他人時也會有這種效果。研究表明，当人們遇到某個肇事者时，他们更有可能惩罚肇事者，即便有所犧牲亦在所不惜。 
例如，瑞安·怀特在13岁时輸入了受污染的血液而感染了艾滋病，并一直与艾滋病奮鬥，大约六年后瑞安·怀特去世。在他去世后，美国国会通过了援助艾滋病患者的《瑞安怀特关怀法案》。另一個例子是一個六歲小女孩說她需要幾萬美元動手術才能活到聖誕節，郵局就會收到大量捐款，但如果新聞說營業稅調降以後，馬薩諸塞州各級醫療院所因為預算不足導致醫療品質下降，死亡率上升，結果不會有多少人同情或捐錢。
库尔特·图霍尔斯基在其文章《法国笑话》（德語：Französischer Witz）中记录了一个外交官的发言：“一个人的死亡是一场悲剧，但十万人的死亡不過是一个统计数字。”这句话通常会被认为系约瑟夫·斯大林所说，但这种说法直到1947年才在《华盛顿邮报》中出现，并没有证实这一说法的直接证据。